# Mallory McMorrow
Mallory Ann McMorrow (Whitehouse, Hunterdon; 23 de agosto de 1986) es una política estadounidense que se ha desempeñado en el Senado de Míchigan desde enero de 2019. Se convirtió en líder de la mayoría del Senado el 1 de enero de 2023. Miembro del Partido Demócrata, representa al distrito 8; antes de eso, representó al distrito 13 de 2019 a 2023, el área incluye Berkley, Birmingham, Bloomfield Hills, Clawson, Rochester Hills, Royal Oak y Troy, Míchigan. Antes de postularse para el Senado de Míchigan, McMorrow trabajó en diseño industrial.

## Temprana edad y educación
McMorrow nació en Whitehouse, Nueva Jersey. Fue criada como católica y su familia participaba activamente en su parroquia local. McMorrow cantaba en el coro de su iglesia y su madre impartía clases de la Confraternidad de la Doctrina Cristiana (CCD). Sin embargo, sus padres se divorciaron y su sacerdote llamó a su madre "decepcionante" y dijo que "no estaba a la altura de las expectativas de la Iglesia". McMorrow dijo que los domingos, ella y su madre trabajaban como voluntarias en los comedores de beneficencia locales fuera de la diócesis.
McMorrow recibió una licenciatura en diseño industrial de la Universidad de Notre Dame en 2008. Durante su tercer año en Notre Dame, ganó un concurso público de diseño para la versión 2018 del Mazda3. También terminó en segundo lugar en un concurso para diseñar el logotipo de Indiana Toll Road. Después de graduarse, McMorrow trabajó para firmas de diseño en Nueva York y Los Ángeles, así como para Mattel y Gawker, antes de mudarse a Míchigan.

## Carrera política
McMorrow participó en la Marcha de Mujeres de 2017 en Detroit y comenzó a escribir postales a Betsy DeVos, la Secretaria de Educación., desafiando posiciones de la administración Trump. Aplicó para el capítulo de Míchigan de Emerge America, que brinda capacitación a candidatos políticos.
En 2018, McMorrow se postuló para el Senado de Míchigan, buscando representar al distrito 13 del Senado de Míchigan. No tuvo oposición en las elecciones primarias del Partido Demócrata y se enfrentó al actual senador republicano Marty Knollenberg en las elecciones generales. McMorrow derrotó a Knollenberg, recibiendo el 52 por ciento de los votos, con 73.138 votos frente a los 67.798 de Knollenberg. Los demócratas del Senado de Míchigan eligieron a McMorrow para servir como asistente del líder de piso de la minoría.
McMorrow apoya la expansión de la inversión en prácticas de energía renovable y la financiación de iniciativas de agua limpia en su distrito. Ella apoya los derechos LGBT, las iniciativas de energía renovable y el control de armas.

## Vida personal
McMorrow se casó con Ray Wert, quien anteriormente dirigió el departamento de ventas de contenido de Gawker y también fue editor del weblog Jalopnik. La boda se celebró en junio de 2017 en el distrito de Eastern Market de Detroit . Tienen una hija, que nació en enero de 2021, y viven en Royal Oak, Míchigan. Wert es judía y McMorrow es cristiana practicante aunque no se identifica con ninguna denominación.